# Castillo-Gaztelu
Pour les articles homonymes, voir Castillo et Gaztelu (homonymie).
Castillo-Gaztelu est un village ou contrée faisant partie de la municipalité de Vitoria-Gasteiz dans la province d'Alava dans la Communauté autonome basque.
Il se situe à 5,5 km au sud de Vitoria-Gasteiz.